# 自給農業

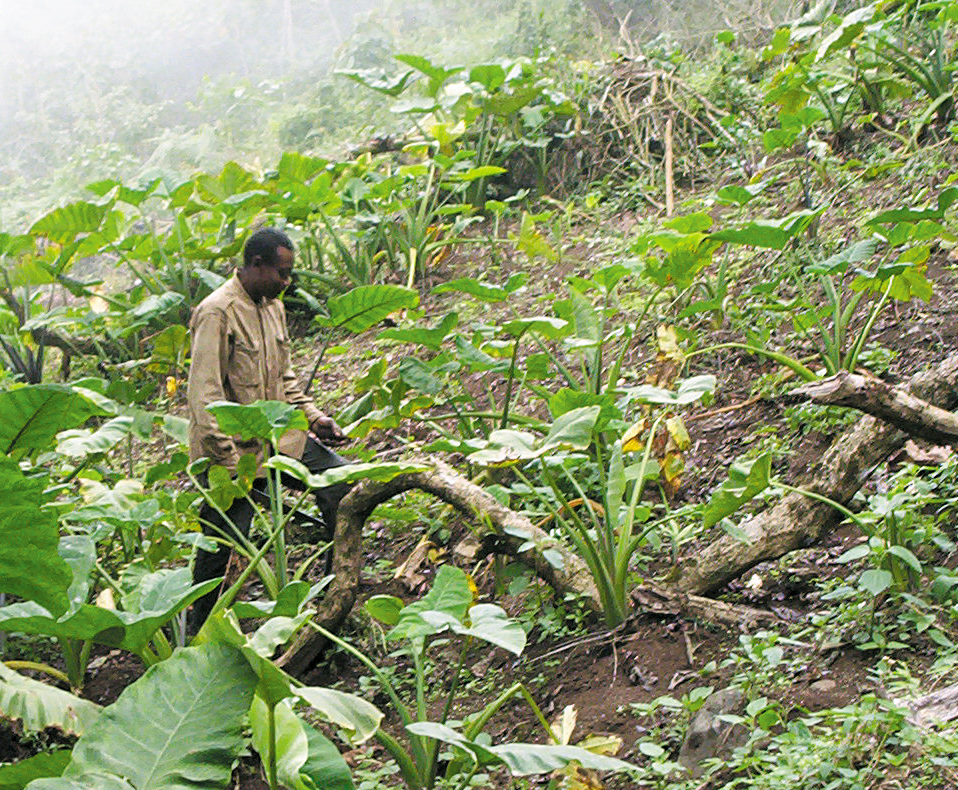
從事自給農業的喀麥隆農民

自給農業的是以提供足夠糧食給農民自身家庭為目標的農業，農民根據家庭的需要而非市場價格決定種植的農作物種類。
如今，自給農業在發展中國家最為普遍。自給農業的一般特徵是：資本/財務需求小、混合種植、農業化學品（例如殺蟲劑和化肥）的有限使用、農作物和動物的品種未經改良、很少或沒有剩餘產量可供出售、使用粗製/傳統工具（例如鋤頭、砍刀和彎刀），主要是農作物生產，小塊分散的土地，依賴非熟練勞動力（通常是家庭成員），並且（通常）產量低。
儘管自給自足農業實現了自給自足，但大多數自給自足農民也在某種程度上參與貿易。儘管他們以現金衡量的貿易額少於擁有現代複雜市場的國家的消費者，但他們利用這些市場主要是為了獲取商品，而不是為了創造糧食收入。許多人由於擁有特殊技能或獲得市場上有價值的資源的特殊機會而擁有重要的貿易聯繫和可以生產的貿易物品。

## 歷史
這種農業方式最早在新石器革命出現，當時人們開始在尼羅河、幼發拉底河和印度河的河谷種植小麥和大麥，在資本主義流行前一直是全球主要的農業模式。自給農業在第一次世界大戰後的歐洲逐漸式微，但在非洲、亞洲和拉丁美洲仍然常見。

## 扶貧
自給農業可以用作扶貧策略，特別是作為應對糧食價格衝擊和糧食安全的安全網。窮國的財政和機構資源有限，無法控制國內物價上漲並管理社會援助計劃，這往往是因為它們使用的是針對中等收入和高收入國家的政策工具。低收入國家80%的貧窮人口往往居住在農村地區。 90%以上的農村家庭擁有土地，但大多數貧困人口無法獲得足夠的糧食。低收入國家可以採用自給農業作為短期和中期應對糧食危機政策的一部分，並為這些國家的窮人提供安全網。
在沒有受過教育或無技能人口較多的國家，農業在消除貧窮方面比非農業工作更成功。然而，為了將農業瞄準正確的受眾，需要注意一定程度的貧窮。在非洲，農業對於每天收入 1 美元的人來說比每天收入 2 美元的人更能減少貧窮。收入較低的人更有可能受教育程度較低且機會較少；因此，她們從事更多勞動密集型工作，例如農業。賺 2 美元的人有更多機會從事非農業領域勞動密集程度較低的工作。

## 進一步閱讀
- Charles Sellers (1991). The Market Revolution: Jacksonian America, 1815–1846. New York: Oxford University Press.
- Sir Albert Howard (1943). An Agricultural Testament （页面存档备份，存于）. Oxford University Press.
- Tony Waters (2010). "Farmer Power: The continuing confrontation between subsistence farmers and development bureaucrats"/
- Marvin P Miracle (May 1968). "Subsistence Agriculture: Analytical Problems and Alternative Concepts", American Journal of Agricultural Economics, pp. 292–310.

- Charles Sellers. The Market Revolution: Jacksonian America, 1815-1846. New York: Oxford University Press. 1991.
- Howard, Sir Albert. (1943) An Agricultural Testament （页面存档备份，存于）. Oxford University Press.